# Ólöf Loftsdóttir
Ólöf Loftsdóttir (vers 1410 - 1479), surnommée Ólöf la riche, fut une femme islandaise importante du XVe siècle. Elle était originaire de Skarð, dans la péninsule du Skarðsströnd, et y a fini sa vie.

## Biographie
Elle était la fille du juge  Loftur ríki Guttormsson et de Ingibjörg Pálsdóttir. Elle épousa Björn Þorleifsson, dit Björn le riche. Ils sont considérés comme le couple de leur époque le plus riche d'Islande.
En 1455, le couple fut fait prisonnier par des pirates écossais dans les Orcades, et fut retenu en Écosse. Le roi Christian I du Danemark paya leur rançon. Il les chargea alors de lutter en son nom contre les Anglais cherchant à commercer en Islande, en vertu du traité de 1465 les excluant du commerce avec le Finmark et l'Islande sans autorisation expresse du roi.
En 1467, Björn Þorleifsson fut assassiné à Rif par des marchands anglais avec sept de ses hommes. Il fut décapité sur une pierre aujourd'hui nommée Björnsstein et qui aurait gardé la trace du coup de hache. Son corps aurait été découpé en sept morceaux, et placé dans des tonneaux envoyés à sa femme. Un fils de Björn et Ólöf fut fait prisonnier, avant d'être racheté par sa mère. On prête à cette dernière les paroles suivantes : « il ne faut pas verser de larmes pour mon mari, mais lever des hommes pour le venger »,. Elle continua le combat de la couronne danoise, capturant de nombreux Anglais en Islande et les réduisant en esclavage.
Ólöf dota l'église de Skarð d'un autel sous lequel elle est enterrée, et sur lequel elle est représentée.